# Dalekok
A dalekok a Ki vagy, doki? brit televíziós sci-fi sorozat kitalált, mutáns földönkívüli lényei.

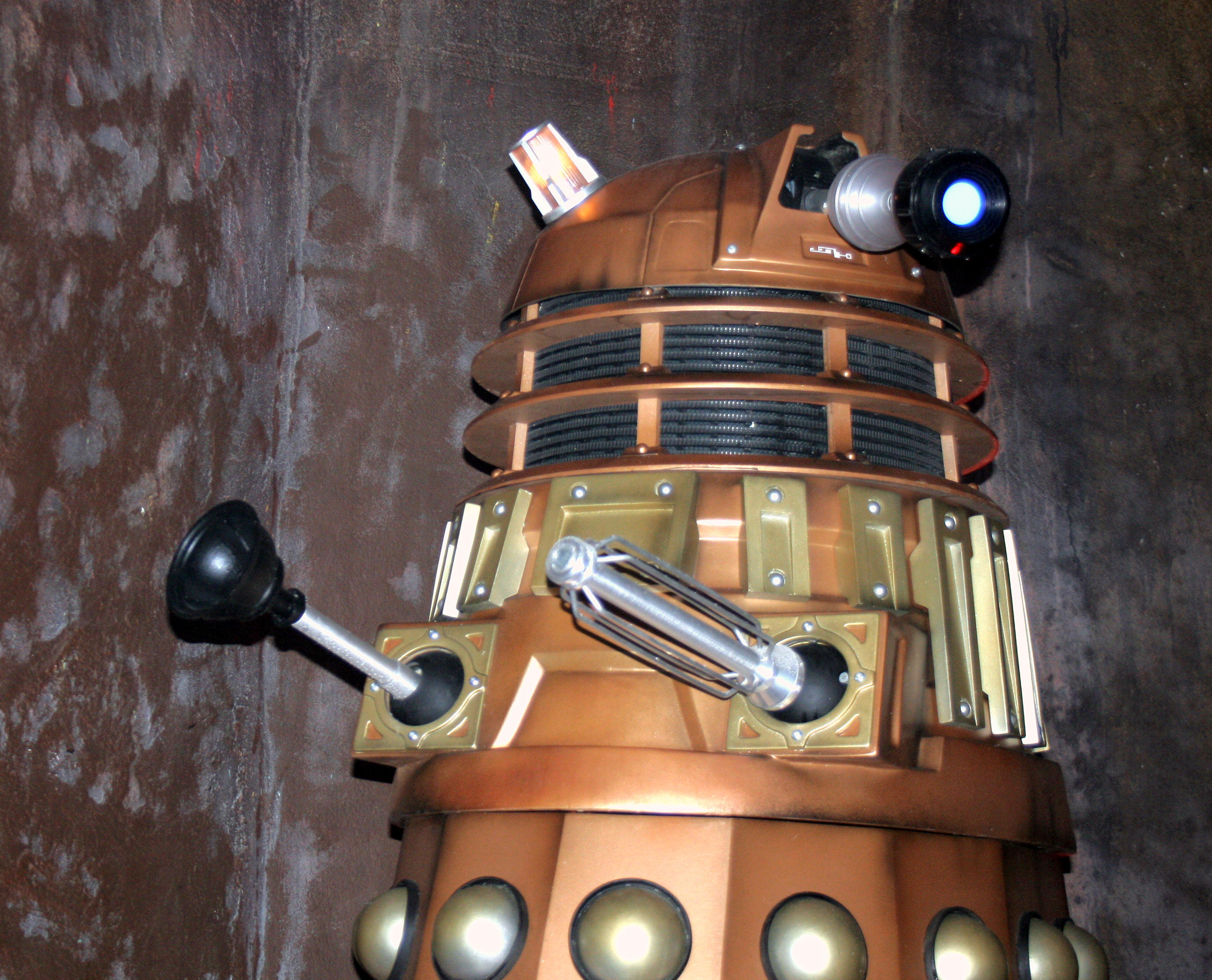
Dalek, létfenntartó páncélban

A dalek egy faj a Skaro bolygóról. A dalekok kaled mutánsok tank- vagy robotszerű, közlekedésre és támadásra használt páncélzatba ültetve. Szánalmat, lelkiismeretet nem ismerő lények, melyeket arra teremtettek, hogy kiirtsanak mindent, ami nem dalek, és egyedüli fajként uralják az univerzumot. Minden érzést eltávolítottak belőlük, a gyűlöletet kivéve és a vágyat arra, hogy megtisztítsák az univerzumot az összes nem-dalek lénytől.
A dalekokat Terry Nation találta ki, és Raymond Cusick tervezte. Először a sorozat második történetében, a The Daleks-ban szerepeltek, és azonnal hatalmas sikerre tettek szert. Két filmet is készítettek a dalekok főszereplésével. A sorozattal egybeforrt a dalekok személye, és ugyanannyira ismertek, főleg Nagy-Britanniában, mint a sorozat címszereplője, a Doktor. A brit kultúra részévé vált a hatvanas évektől a „fotel mögé rejtőzés, amikor egy dalek felbukkan”.

## A dalekok története

### A dalek keletkezéstörténet első változata
A dalekokkal először a Ki vagy, Doki? második történetében, a The Daleks-ben találkozunk, amikor a Doktor, Susan, Ian és Barbara a Skaro nevű bolygón landolnak a sorozat első idegen bolygón játszódó részében. A dalek faj itt egyike a Skaro-n őslakos fajoknak, a thal-ok mellett. A dalekok eredetileg a békés "dal" faj voltak, de a thal-okkal folytatott nukleáris háború során mutálódni kezdtek, ezért robotgépekbe kellett rakni őket ahhoz, hogy életben maradjanak. A dalekok a mutálódás miatt egyre agresszívabbakká váltak, míg a thalok békések lettek tőle. A dalekokat azért kellett gépbe ültetni, mert eltorzultak a mutációtól, míg a thal-oknak sikerült a sugárzásra gyógyszert kifejleszteniük. Az epizódban a dalekok foglyul ejtik a Doktort és társait, hogy rávegyék őket arra, hogy megszerezzék a thalok sugárzás elleni gyógyszereit. Azonban a gyógyszerek nem hatnak kedvezően a dalekokra, ezért sugártámadást rendelnek el. A Doktor és társai szövetkeznek a thal-okkal és végül sikerül kiirtaniuk az összes dalekot.
A dalekok történetét a sorozatban később átdolgozták a Genesis of the Daleks című történetben, ahol a Doktorra azt a feladatot bízták az Idő Urai, hogy változtassa meg a történelmet: érje el, hogy ne szülessenek meg a dalekok, vagy ha mégis megszületnek, ne legyenek annyira agresszívak, máskülönben eljön az idő, amikor egyedül ők fogják uralni a világegyetemet. A Genesis of the Daleks szerint, ellentétben a The Daleks című történettel, a Skaro bolygón élt humanoid faj neve nem dal, hanem kaled. Ugyanúgy háborúztak a thalokkal, azonban a kaledek már eleve agresszív lények. A kaled tudósok látták, hogy a nukleáris háború a fajuk végét jelenti, ezért az őrült kaled tudós, Davros, felgyorsította a mutációt, s az így létrejött mozgásképtelen lényeket behelyezte egy fém szerkezetbe, hogy azzal közlekedhessenek. A nevük "dalek" lett, a "kaled" anagrammája. A dalekokat Davros úgy hozta létre, hogy ne legyenek érzelmeik, és legfőbb céljuk az legyen, hogy ők legyenek az egyedüli létforma az univerzumban. Azonban a dalekok Davros ellen fordultak, mert ő sem volt dalek, ezért annak érdekében, hogy a dalekek uralják egyedül a világot, őt is megpróbálták megölni. A negyedik Doktor itt próbált beavatkozni, és megállítani a dalekokat, de mint később kiderült, néhány dalek és maga Davros is megmenekült. A Doktor ekkor megsemmisítette az ott talált dalekokat és Davrost biztos helyre börtönözték.
A dalekok később újra visszatértek a Remembrance of the Daleks című történetben: egy megmaradt kis csapat néhány őrült földi emberrel karöltve kiszabadította Davrost, aki a Necros bolygón az emberi DNS felhasználásával egy új dalek generációt hozott létre, akik csak neki engedelmeskednek: a necrosi dalekokat (később királyi dalekok). Ezek szembenálltak a régi úgynevezett renegát dalekokkal, s sor került egy nagy összecsapásra közöttük, azonban a Doktor elpusztította az összes dalekot.
Davros azonban megmenekült és részt vett az Időháborúban immár a még újabb és még felszereltebb időháborús dalekok oldalán. A Stolen Earth és a Journey's End című részekből megtudjuk, hogy Davrosról mindenki úgy tudta, hogy ő is odaveszett az Időháborúban, az utolsó pillanatban azonban Caan dalek (a Skaro szekta nevű titkos társaság tagja) áttörte az időzárat, amibe a Doktor zárta az egész Időháborút, és vész időeltolással megmentette Davrost. Davros saját testéből új dalekokat teremtett, és elrabolta a Földet sok más bolygóval együtt, amiket a valóságbomba hatásának terjesztéséhez akartak használni. A bombával el tudták volna pusztítani az egész világot a dalekokon kívül, ami révén ők lettek volna a világ urai. Azonban a Doktor megakadályozta a bomba felrobbantását, és kiirtotta a dalek fajt. A Victory of the Daleks című részből azonban kiderül, hogy néhány dalek átszökött egy téridő-repedésen, és a részben egy gépezet segítségével új, tisztább dalek fajt sikerül teremteniük. Az új faj első öt képviselőjének sikerült megszöknie a Doktor elől, hogy újraépíthessék a birodalmukat.
A kétezres években készült remake sorozatok a fenti történet számos elemét átírták.

## A dalekok

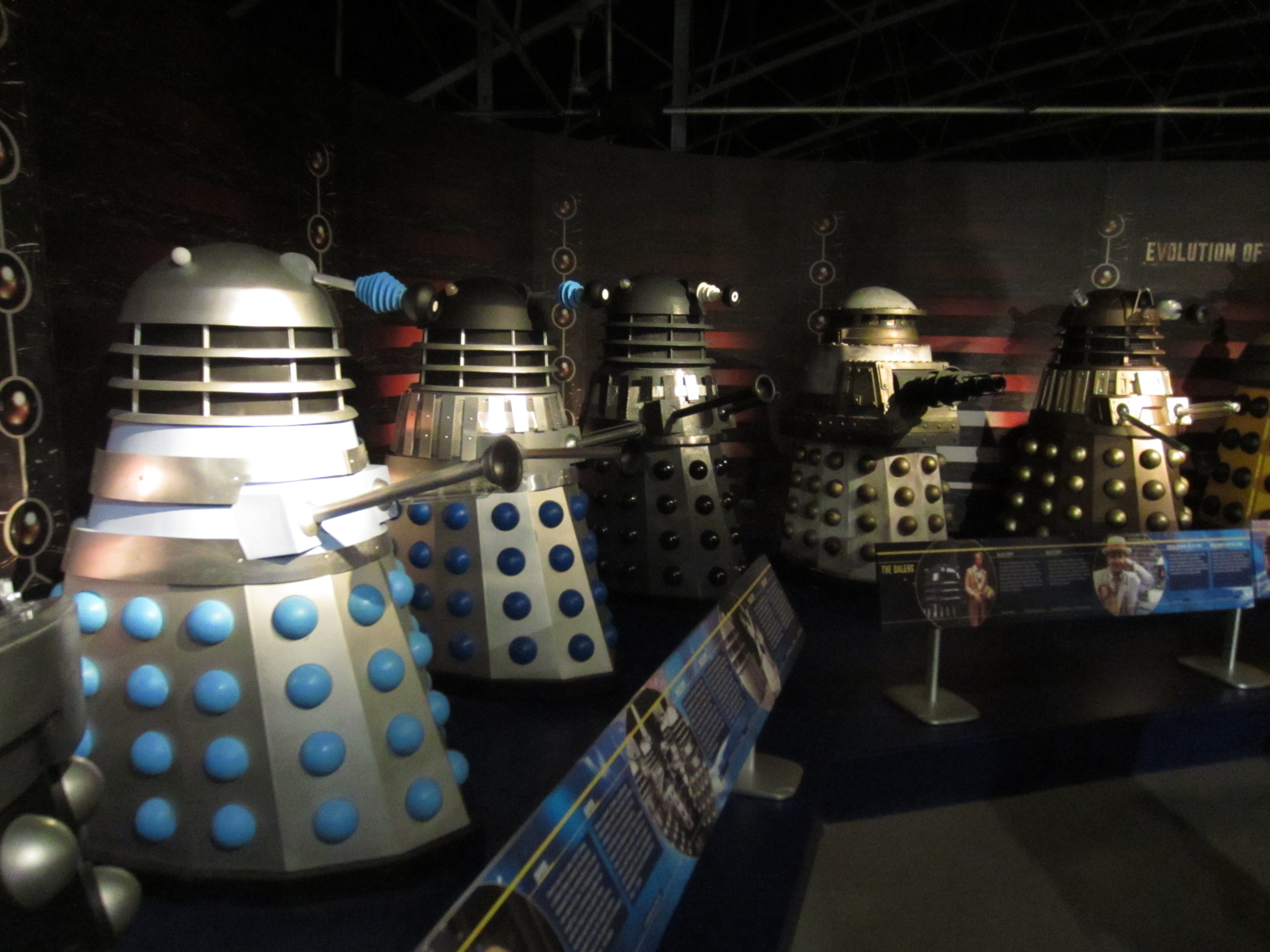
Sok dalek

A dalekok egyikei a Doktor legádázabb ellenségeinek. A dalekok a sorozat védjegyei, a brit popkultúra részei. Külső szintetikus páncélt hordanak, ami nélkül nem sokáig képesek túlélni: ez közel embernagyságú, óriási pöttyös borsszóróra emlékeztet, forgatható fejrészükből egy szemrúd nyúlik ki (ez a legsérülékenyebb részük), két mechanikus karjuk közül az egyik egy sugárfegyver (ez olyan, mint egy elektromos habverőfej), a másik pedig egy manipulátor kar, ami furcsamód leginkább egy WC pumpára emlékeztet.
A páncélzat belsejében foglal helyet maga a dalek, ami egy, kb. focilabda méretű, leginkább polipra emlékeztető nyálkás, mutáns lény, általában egy szemmel. Bár eredetileg csak sima talajon voltak képesek közlekedni, csakhamar szert tettek a rövid távra alkalmas, lökhajtással történő felemelkedés képességére, majd ezt hamarosan valamilyen antigravitációs megoldásra cserélték le. Bár elég szűk látókörűek, ami az érzelmeket illeti, egyébiránt szuperintelligensek, jól alkalmazkodnak mindenfajta kihíváshoz, gyorsak, kreatívak, céltudatosak, bátrak, és végtelenül lojálisak a saját fajtájukhoz.
A dalekok rendkívül agresszív, kissé hisztérikus, a világegyetem fölötti uralomra törekvő lények, minden más élőlényre a "Megsemmisíteni (Exterminate)!" csatakiáltással reagálnak. Szigorú parancsuralmi rendszerben élnek.
Nagyon jellegzetes, gépiesen monoton, szinte visítós és rekedtes beszédüknek a magyar szinkronja sajnos elég gyatrára sikerült. A dalekok hangszínéért a BBC két hangmérnöke, Raymond Cusack és Brian Hodgson felelősek. A Cusack által kidolgozott hangokat Hodgson átfuttatta egy gyűrűmodulátoron, amitől a hangok jellegzetes reszelős karakterüket elnyerték.
Rádiójelekkel is képesek egymással kommunikálni és segítséget hívni. A közönséges szürke dalekokon túlmenően léteznek magasabbrendűek is. Például az ezüst színűek általában a tudósok, egy-egy nagyobb csapatot a fekete parancsnok dalekok irányítanak, az arany dalekok pedig a legfelső irányításhoz tartoznak, élükön a dalek császárral. A páncélzatuk szinte áthatolhatatlan. A fegyvert gyakran használják, mivel a dalekokat arra kondicionálták, hogy ők a világegyetem legfelsőbb teremtményei s mindenki más alájuk van rendelve vagy éppen kiirtandó. Egy dalek, ha egyedül marad, mindig az elsődleges főparancsot követi: pusztítani, és hódítani! A dalekok hatalmas űrbéli birodalmat irányítottak. Mindig sok gondot okoztak, nemegyszer csak hajszál híján sikerült megúszni a velük történt találkozást. A Földet is többször próbálták meghódítani, először közvetlen erőszakkal, legutoljára már sokkal rafináltabban, titokban beépülve a Föld irányításába. Többször próbálták őket végleg kiirtani, mindeddig sikertelenül. Például egyszer az Idő Urak visszaküldik a negyedik Doktort a Skaro bolygóra, hogy akadályozza meg a létrehozásukat, vagy legalábbis érje el, hogy ne legyenek ilyen agresszívek, de ez a terv sem járt sikerrel. Sőt, ez a próbálkozás vezetett végül a dalekok és az Idő Urak ellentétéhez, amely végül a végzetes Időháborúba torkollott.

## Dalek magyar hangok
- Holl Nándor: Sec dalek (2. évad: A Szellemhadsereg, A végítélet napja)

## Megjelenéseik

### Jelentősebbek
| 1. Doktor: - The Daleks - The Dalek Invasion of Earth - The Chase - Mission to the Unknown (előzmény) - The Daleks’ Master Plan 2. Doktor: - The Power of the Daleks - The Evil of the Daleks 3. Doktor: - Day of the Daleks - Planet of the Daleks - Death to the Daleks 4. Doktor: - Genesis of the Daleks - Destiny of the Daleks 5. Doktor: - Resurrection of the Daleks | 6. Doktor: - Revelation of the Daleks 7. Doktor: - Remembrance of the Daleks 9. Doktor: - Az ősellenség - Valóságsokk/Csata után találkozunk 10. Doktor: - A végítélet napja - Dalekok Manhattanben/A dalekok evolúciója - Az ellopott Föld/Az utazás vége 11. Doktor: - A dalekok győzelme - A Pandorica/A Nagy Bumm - A dalek menhely - 50. évfordulós különkiadás |

### Jelentéktelenebbek
| - The Space Museum - The Wheel in Space - The War Games - The Mind of Evil - Frontier in Space - Logopolis - Mawdryn Undead | - The Five Doctors - A belső ellenség - A szellemhadsereg - Emberbőrben - A Mars vizei - Szörny a mélyben - A Doktor halála - River Song esküvője |

### Színdarab
| - The Curse of the Daleks (1965) - Doctor Who and the Daleks in the Seven Keys to Doomsday (1974) - Doctor Who – The Ultimate Adventure (1989) - The Evil of the Daleks (2006) - The Daleks’ Master Plan (2007) - Doctor Who Live (2010) | - Dr. Who and the Daleks Daleks - Dalek Invasion Earth: 2150 A.D. - Comic Relief: Doctor Who and the Curse of Fatal Death |

### Audiojátékok
| 2. Doktor - Fear of the Daleks 4. Doktor - Energy of the Daleks - The Dalek Contract/The Final Phase 5. Doktor - The Mutant Phase - Renaissance of the Daleks - Plague of the Daleks - The Four Doctors - The Elite The Five Companions 6. Doktor - The Apocalypse Element - Jubilee - The Juggernauts - Brotherhood of the Daleks - Patient Zero - The Four Doctors - The Curse of Davros 7. Doktor - The Genocide Machine - Return of the Daleks - Enemy of the Daleks - The Four Doctors - Daleks Among Us 8. Doktor - The Time of the Daleks - Terror Firma - Blood of the Daleks - The Four Doctors - Lucie Miller/To the Death - Dark Eyes Bernice Summerfield - Death and the Daleks | Dalek Birodalom - Invasion of the Daleks - The Human Factor - Death to the Daleks! - Project Infinity Dalek Birodalom (2. széria) - Dalek War Dalek Birodalom (3. széria) - The Exterminators - The Healers - The Survivors - The Demons - The Warriors - The Future Dalek Birodalom (4. széria) - The Fearless Én, Davros - Innocence - Purity - Corruption - Guilt Színdarab-adaptációk - The Curse of the Daleks - The Seven Keys to Doomsday - The Ultimate Adventure Doctor Who részek adaptációi - Mission to the Unknown (a The Daleks’ Master Plan: Mission to the Unknown című könyv alapján) - The Daleks’ Master Plan (a The Daleks’ Master Plan: The Mutation of Time című könyv alapján) - The Power of the Daleks - The Evil of the Daleks - The Destroyers (Amerikai elkészíttetetlen spin-off pilotja alapján) Meghatározatlan Doktor - Masters of War Jelentéktelenebb - Seasons of Fear |

### Eredeti könyvek
| 8. Doktor - War of the Daleks (BBC Books, 1997) - Legacy of the Daleks (BBC Books, 1998) 10. Doktor - I am a Dalek (BBC Books, 2006) - Prisoner of the Daleks (BBC Books, 2009) 11. Doktor - The Dalek Generation (BBC Books, 2013) | Meghatározatlan Doktor - The Dalek Factor (Telos, 2004) Novella antalógia - Short Trips: Dalek Empire (Big Finish, 2006) |

## Kapcsolódó irodalom
- Aaronovitch, Ben. Remembrance of the Daleks novelisation. London: Target Books (1990). ISBN 0-426-20337-2
- Aaronovitch, Ben. The Also People. London: Virgin Books (1995). ISBN 0-426-20456-5
- Briggs, Asa. The History of Broadcasting in the United Kingdom (Vol 5). Oxford University Press (1995). ISBN 0-19-215964-X (vol 5)
- Cornell, Paul. Love and War. London: Virgin (1992). ISBN 0-426-20385-2
- Haining, Peter. Doctor Who: 25 Glorious Years. London: W.H. Allen (1988). ISBN 0-318-37661-X
- Harris, Mark. The Doctor Who Technical Manual. Severn House (1983. March). ISBN 0-7278-2034-6
- Howe, David J., Mark Stammers and Stephen James Walker. Doctor Who: The Sixties, paperback, London: Virgin Publishing (1992). ISBN 0-86369-707-0
- Howe, David J., Mark Stammers, Stephen James Walker. The Handbook: The First Doctor - The William Hartnell Years 1963–1966. Virgin Books (1994). ISBN 0-426-20430-1
- Howe, David J., Mark Stammers. Doctor Who: Companions, paperback edition, London: Doctor Who Books, an imprint of Virgin Books (1996). ISBN 0-86569-921-9
- Howe, David J.. Doctor Who: A Book of Monsters. London: BBC Books (1997). ISBN 0-563-40562-7
- Howe, David J. Doctor Who: The Television Companion, 1st ed., London: BBC Books (1998). ISBN 0-563-40588-0
- Howe, David J & Walker, Stephen James. The Television Companion: The Unofficial and Unauthorised Guide to DOCTOR WHO, 2nd ed., Surrey, UK: Telos Publishing Ltd. (2004). ISBN 1-903889-51-0
- Miles, Lawrence & Wood, Tat. About Time 1: The Unauthorized Guide to Doctor Who (Seasons 1 to 3). Des Moines, Iowa: Mad Norwegian Press (2006). ISBN 0-9759446-0-6
- Nation, Terry (ed.). Terry Nation's Dalek Special. London: Target Books (1979). ISBN 0 426 200950
- Parkin, Lance. AHistory: An Unauthorised History of the Doctor Who Universe. Des Moines, Iowa: Mad Norwegian Press (2006). ISBN 0-9725959-9-6
- Peel, John, Terry Nation. The Official Doctor Who & the Daleks Book. New York: St. Martin's Press (1988). ISBN 0-312-02264-6
- Russell, Gary. Doctor Who - The Inside Story. London: BBC Books (2006). ISBN 0-563-48649-X
- Segal, Philip, Gary Russell. Doctor Who: Regeneration. London: HarperCollins (2000). ISBN 0-00-710591-6
- Walker, Stephen James, David J. Howe. Talkback: The Unofficial and Unauthorised Doctor Who Interview Book: Volume One: The Sixties. England: Telos Publishing Ltd (2006). ISBN 1-84583-006-7